# Вуличне освітлення на сонячних панелях

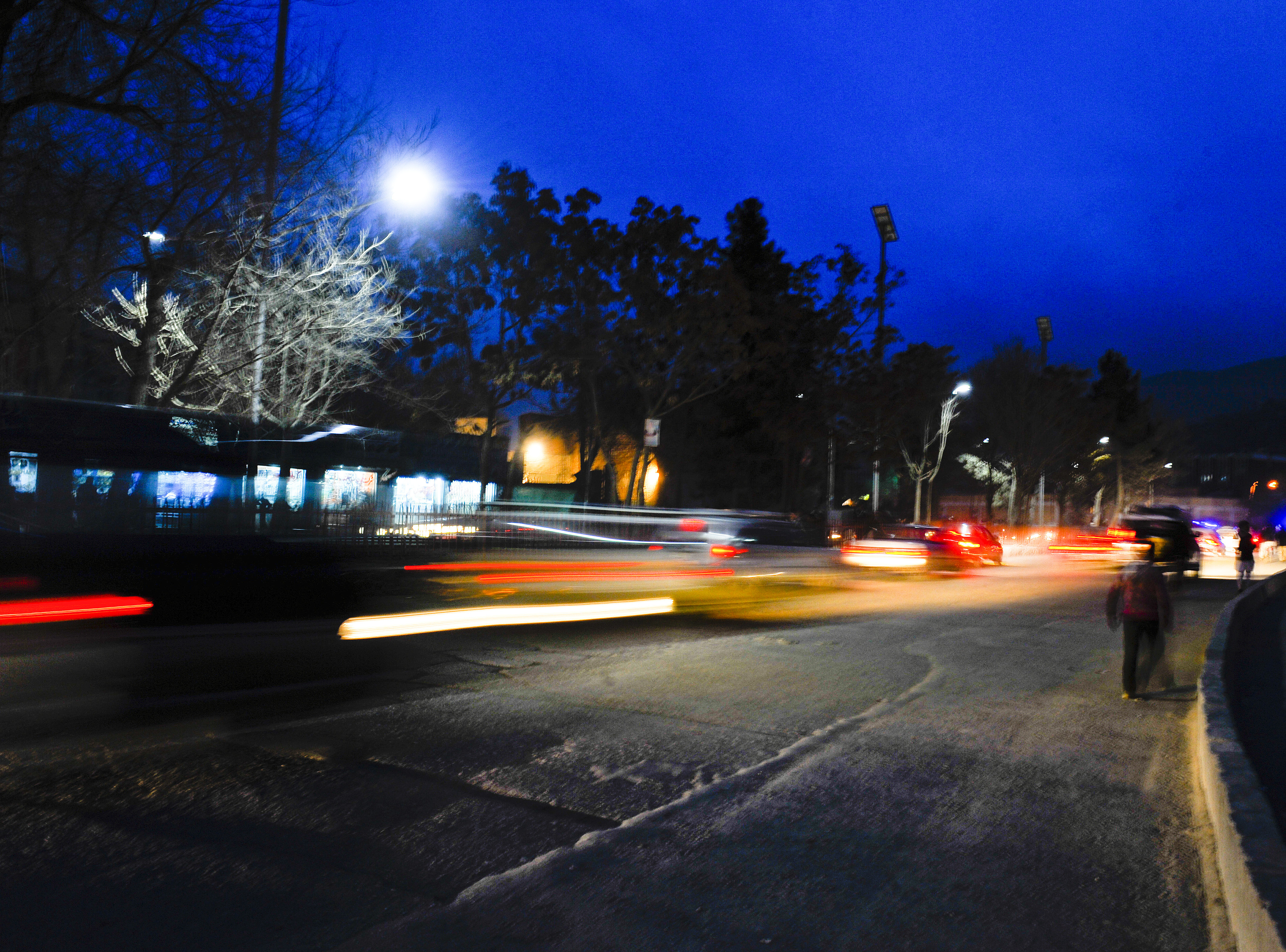
Вуличне освітлення в Кабулі

Вуличне освітлення на сонячних панелях — тип зовнішнього освітлення, в якому використовуються фотоелектричні панелі, як правило розташовані на одній опорі з світильником, для накопичення електричної енергії в акумуляторах і її подальшого використання для освітлення вулиць.

## Особливості
- Більшість сонячних панелей вмикаються та вимикаються автоматично, в залежності від освітленості вулиці.
- Деякі моделі можуть світити довше ніж одну ніч, при відсутності сонця протягом кількох днів.
- Розташовані у вітряних регіонах панелі встановлюються у горизонтальному положенні.
- Останні розроблені моделі використовують безпровідну мережу та сенсори руху для контролю і обліку використаної та накопиченої енергії. Світильники, які використовують дану технологію, можуть взаємодіяти між собою та підвищувати ефективність використання накопиченої енергії вмикаючи чи вимикаючи певні ділянки, а також реагуючи на завантаженість вулиці пішоходами чи автомобілями, відправляючи статистику дорожнього руху в центр керування.

## Компоненти
Сонячне освітлення вулиць складається з 5 основних елементів:
1. Фотоелектрична панель. Сонячна панель є основним компонентом такого типу вуличного освітлення. Найбільш поширеними є два типи панелей: монокристалічні та полікристалічні. Коефіцієнт перетворення у монокристалічних панелей набагато вищий, ніж у полікристалічних. Розмір панелі залежить від середньої освітленості території та потрібної потужності для акумулятора.
2. Світильник. Як світильники найчастіше використовують світлодіодні панелі, оскільки вони випромінюють більшу кількість люменів при нижчому енергоспоживанні. Порівняно з натрієвими газорозрядними лампами, світлодіодна панель споживає на 50 % менше енергії, при однаковому рівні освітлення. Також, завдяки відсутності затримки при вмиканні, вони дозволяють використовувати сенсори руху для автоматичного вмикання/вимикання, що підвищує їхній термін служби.
3. Акумулятор. Для накопичення отриманої протягом дня сонячної енергії, встановлюють акумулятори, які зазвичай вбудовані у опору, або розташовані неподалік. Життєвий цикл є основним показником при виборі моделі та типу акумулятора, оскільки їхня заміна є дороговартісною. Два типи акумуляторів встановлюють найчастіше, це гелеві (стільникові) акумулятори глибокого циклу та свинцево-кислотні.
4. Регулятор. Регулятор також є важливою складовою вуличного сонячного освітлення. Його робота відповідає за автоматичне увімкнення/вимкнення режиму накопичення та інтенсивності світла, в залежності від освітленості середовища.
5. Опора. Опори підвищеної міцності в порівнянні з звичайними є необхідними для стійкості у вітряних регіонах та для запобігання руйнуванню панелей та світильників при ДТП чи інших механічних пошкодженнях основи опори.

## Типи

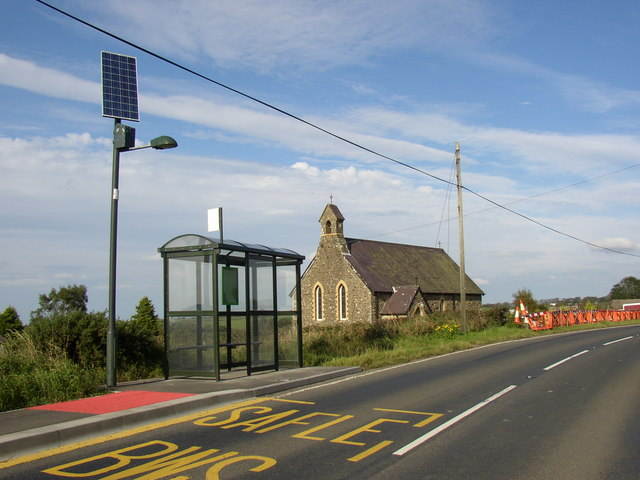
Сонячне освітлення на автобусній зупинці

Найпоширенішим форм-фактором є встановлення фотоелектричної панелі та акумулятора на кожну окрему опору. Проте часто будують невеликі «ферми», від яких заживлюють декілька опор а також розташовують акумуляторний блок в окремому місці. Таке виконання допомагає зменшити витрати на обслуговування та підвищити термін служби.

## Переваги
- Сонячне вуличне освітлення є незалежним від загальної мережі. Отже витрати на електроенергію відсутні. Також це дозволяє встановлювати такі світильники у віддалених районах, в яких відсутня мережа.
- Ці світильники потребують суттєво менших витрат на обслуговування.
- Через відсутність проводів та кабелів, ризик аварій є мінімальним.[1]
- Цей тип освітлення не забруднює навколишнє середовище.

## Недоліки
- Початкові витрати є значно вищими, ніж на побудову традиційних мереж освітлення.
- Ризик крадіжки обладнання через його високу вартість.[1]
- Сніг або пил в поєднанні з високою вологістю знижують кількість накопиченої енергії на горизонтальних панелях.
- Акумулятори протягом служби світильника повинні кілька разів бути заміненими, що підвищує вартість на поточне обслуговування.